# Limosina bicolor
Limosina bicolor är en tvåvingeart som först beskrevs av Richards 1965.  Limosina bicolor ingår i släktet Limosina och familjen hoppflugor.
Artens utbredningsområde är Kenya. Inga underarter finns listade i Catalogue of Life.